# Port lotniczy Mouyondzi
Port lotniczy Mouyondzi – port lotniczy położony w Mouyondzi, w Republice Konga.